# バセル
バセル株式会社は、1980年に設立・創業された日本で唯一のカンガルー製品専門商社である。代表取締役は長友信。
販売されている商品は、スポーツシューズ向けカンガルー革、食用カンガルー肉、ペット用カンガルー肉などである。食用カンガルー肉はルーミート (RooMeat) とうブランドで、ペット用カンガルー肉はナチュラルサプリミート (nsmeat) のブランドで販売している

## 概要
1980年（昭和55年）4月に、オランダ人投資家と、オーストラリアバシック社のジョイントベンチャー企業として設立。1985年以降サッカーシューズにカンガルー革が広く使用されるようになると、その後のJリーグ開幕に伴いサッカー用カンガルー革専門業者としての地位を確立してきた。1987年ごろよりカンガルー革の副産物として生産される食用カンガルー肉を都内限定レストランを中心にテスト販売を開始。2006年ごろよりカンガルー肉を活用したペットフード事業も開始した。

## カンガルー皮革
1985年よりサッカーシューズに特化したカンガルー革をオーストラリアの指定工場から輸入をし、スポーツシューズメーカーに供給している。ソフトで軟らかいのが特徴である上質なカンガルー革は弾力性、そしてフィット感に優れ、スポーツシューズ、特にサッカーシューズに最適な素材だと人気が高い。

## 食用カンガルー肉
1987年ごろよりテスト的にカンガルー肉の輸入を開始し、ジャンピングミートの呼称で日本のホテルや飲食店で流通された。しかし、当時のオーストラリアカンガルー肉加工の技術がまだ成熟しておらず、パッキングや規格に不備が多く日本に定着するまでにはいたらなかった。近年では、オーストラリアのカンガルー肉加工技術が大きく進歩したこと、また天然赤身肉という特徴から日本国内での需要少しずつ伸びている。2010年ごろより、チルド状態の肉を空輸で輸入し、国内の指定食肉加工場で最終加工処理を行ったカンガルー肉を販売している。オーストラリアではカンガルーのことをルーと呼んでいる。バセル社は、日本でも「ポーク」や「ビーフ」のようにカンガルー肉が親しみやすくなるよう「ルーミート」という呼称を付け、RooMeatというブランドで販売をしている。